# Tests de Coombs
Les tests de Coombs, maintenant appelés tests à l'antiglobuline, doivent leur nom à Robin R. Coombs, un scientifique de l'université de Cambridge. Ils permettent grâce à l'antiglobuline, un anticorps anti-anticorps, de mettre en évidence la présence d'autres anticorps reconnus spécifiquement par cette antiglobuline (IgG à l'origine, et maintenant IgA, IgM, et même fractions du complément). Cette réaction est une hémagglutination indirecte.
Ils sont utilisés pour diagnostiquer et caractériser les anémies hémolytiques à médiation immune.

## Test de Coombs direct, TDA
Le test de Coombs direct, ou test direct à l'antiglobuline (TDA), dénomination actuelle, grâce à l'action de l'antiglobuline, révèle par une agglutination, la présence d'anticorps incomplets liés aux érythrocytes. Il est direct car les érythrocytes sont directement mis en contact avec l'antiglobuline. Test utilisé pour le diagnostic d'une anémie hémolytique immunologique (auto ou allo-immune, normocytaire régénérative).

## Test de Coombs indirect, TIA
Le test de Coombs indirect, ou test indirect à l'antiglobuline (TIA), dénomination actuelle, révèle des anticorps incomplets circulants du plasma sanguin, ou permet la détermination d'un phénotype. Il est indirect, car le premier temps de la réaction consiste à fixer l'anticorps recherché sur des érythrocytes connus, ou à fixer l'anticorps connu sur les érythrocytes dont on veut déterminer un phénotype de groupe sanguin. C'est cette technique qui est utilisée et légalement obligatoire pour la recherche des anticorps irréguliers.

## Applications pratiques
| Test de Coombs | Substrat                      | Identifie | Indications notables |
| DIRECT, TDA    | Globules rouges               | Globules rouges opsonisés par des immunoglobulines                                                           | Incompatibilité mère-enfant Anémies hémolytiques (auto-immunes ou médicamenteuses (interféron, AINS, quinine)) Inefficacité d’une transfusion (afin de rechercher la présence d’une incompatibilité entre le malade et le sang qui lui a été administré) |
| INDIRECT, TIA  | Sérum, plasma Globules rouges | Immunoglobulines dans le sérum ou plasma capables d'opsoniser des globules rouges Antigène de groupe sanguin | Allo-immunisation érythrocytaire maternofœtale (présence d’anticorps irréguliers de la mère dirigés contre les globules rouges de son enfant). Détermination d'un groupe sanguin rare : S, s, Fya, Fyb, Lua                                              |

En cas d'incompatibilité fœto-maternelle, ABO, Rhésus (D, c), Kell ou autre, le Coombs direct ou test direct à l'antiglobuline (TDA), sera positif sur les érythrocytes de l'enfant (ses globules sont déjà recouverts d'anticorps maternels), et le Coombs indirect (TIA) permettra de mettre en évidence l'anticorps irrégulier responsable chez la mère.
Le médecin prescrira donc un T.D.A ou Coombs direct chez l'enfant, et un T.I.A chez la mère. La recherche d'anticorps immuns ABO (IgG) chez la mère est inutile et peu fiable. Une élution de ces anticorps des globules rouges de l'enfant est bien plus fiable et même souvent plus sensible que le T.D.A. (Coombs direct) dans l'incompatibilité ABO. C'est donc une élution qui devra être prescrite pour affirmer le diagnostic.